# Krakóws vojvodskap (1945–1975)
För andra betydelser, se Krakóws vojvodskap.
Krakóws vojvodskap (polska Województwo krakowskie) var åren 1945–1975 ett vojvodskap i södra Polen. Huvudstad var Kraków. 

## Stadskommuner
- Kraków
- Nowy Sącz
- Tarnów
- Zakopane
- Jaworzno

## Powiater
- Powiat bialski
- Powiat bocheński
- Powiat brzeski
- Powiat chrzanowski
- Powiat dąbrowski
- Powiat krakowski
- Powiat limanowski
- Powiat miechowski
- Powiat myślenicki
- Powiat nowosądecki
- Powiat nowotarski
- Powiat olkuski
- Powiat oświęcimski
- Powiat tarnowski
- Powiat wadowicki
- Powiat żywiecki

## Bilder

Krakóws vojvodskap 1946–1950.
Krakóws vojvodskap 1950–1975.